# Adelomyia melanogenys
Adelomyia melanogenys là một loài chim trong họ Chim ruồi.

## Hình ảnh

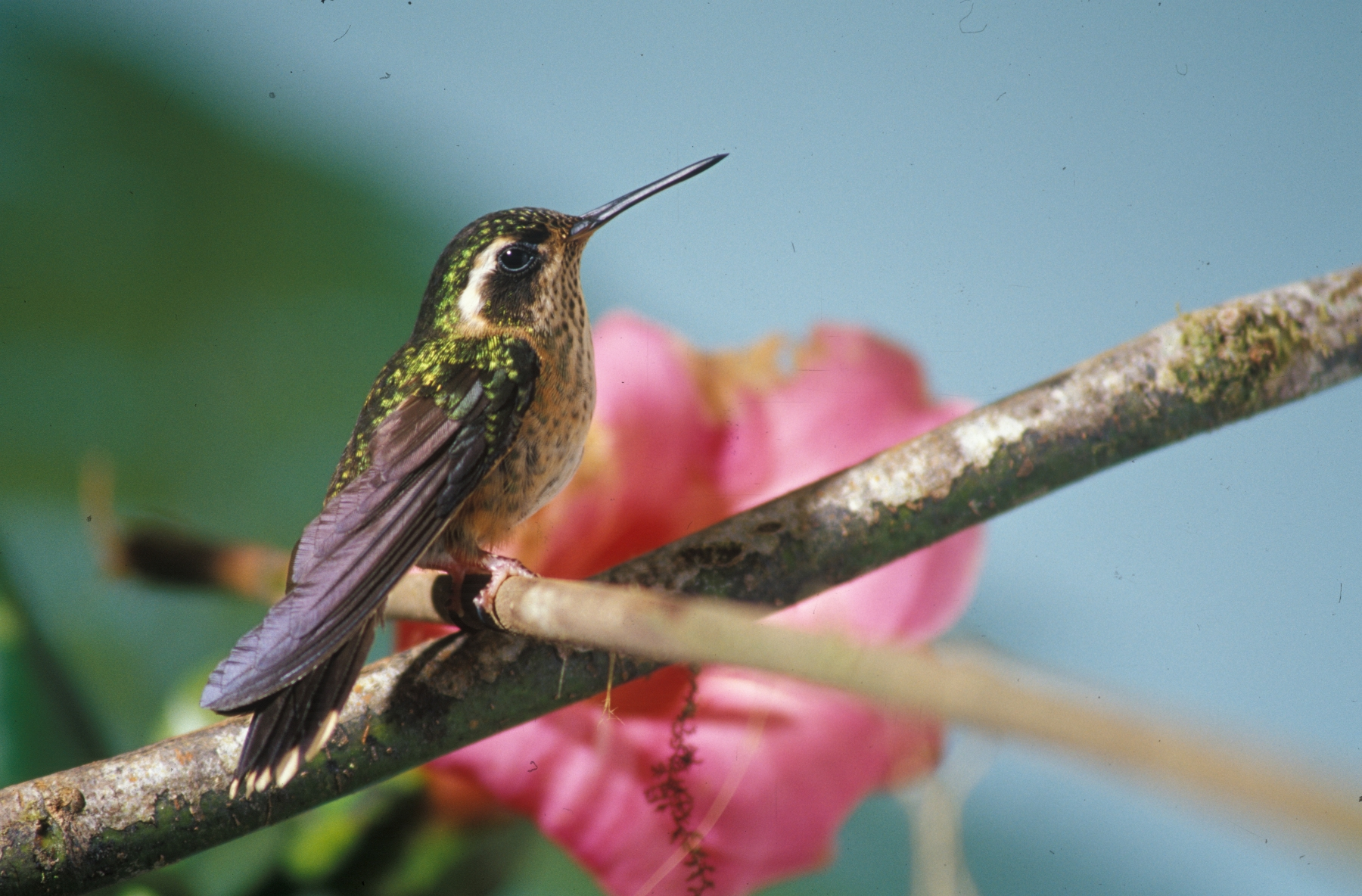
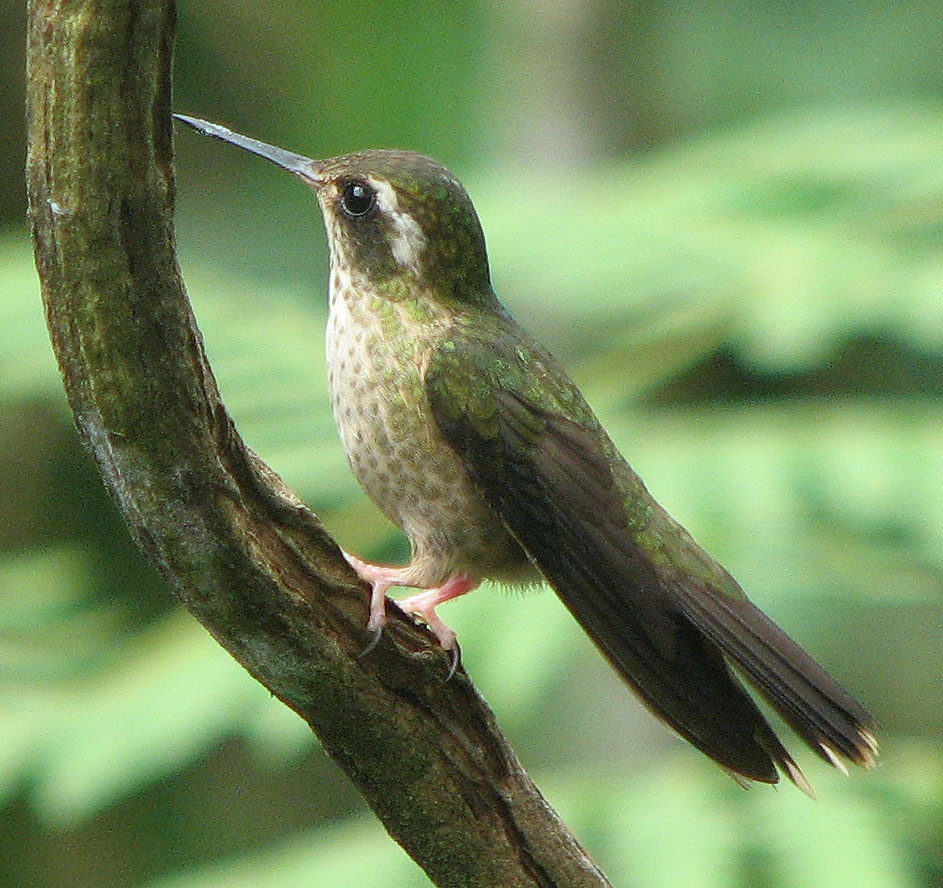